# Central Nacional de Informaciones
La Central Nacional de Informaciones, también conocida por su acrónimo CNI, fue la policía política, que funcionó como órgano de persecución, secuestro, tortura, asesinato y desaparición de opositores políticos durante la dictadura militar encabezada por el general Augusto Pinochet en Chile. Creada inmediatamente después de la disolución de su predecesora la Dirección de Inteligencia Nacional (DINA), a causa de la presión del gobierno de los Estados Unidos a raíz del crimen de Orlando Letelier en su exilio en Washington el año 1977.

## Historia
La CNI fue creada el 13 de agosto de 1977 por el Decreto Ley 1.878, con el objetivo de "reunir y procesar toda la información a nivel nacional, provenientes de los diferentes campos de acción, que el Supremo Gobierno requiera para la formulación de políticas, planes y programas y la adopción de medidas necesarias de resguardo de la seguridad nacional y el normal desenvolvimiento de las actividades nacionales y mantención de la institucionalidad establecida". Tenía la calidad de "organismo militar, integrante de la Defensa Nacional", lo que le generaba independencia de accionar, sin embargo su vinculación con el gobierno era a través del Ministerio del Interior. Es decir, la CNI dependía del Presidente de la República.
Su primer director fue el general Manuel Contreras (proveniente de la antecesora DINA), y en noviembre de 1977 fue reemplazado por Odlanier Mena, quien estuvo al mando hasta 1980, año en que fue reemplazado por el general Humberto Gordon. El mandato de Gordon estuvo marcado por varios de los episodios más emblemáticos protagonizados por la CNI. Humberto Gordon pasó a integrar la Junta Militar en 1986, siendo reemplazado en la CNI por Hugo Salas Wenzel.
La CNI fue responsable de numerosos casos de represión, infiltración política, asesinatos, secuestro y tortura de personas, entre los que se destacan el asesinato del dirigente sindical Tucapel Jiménez y del carpintero Juan Alegría Mundaca en 1982 y la llamada Operación Albania en 1987. Además se investiga su participación en el presunto envenenamiento que habría ocasionado la muerte del expresidente de la República Eduardo Frei Montalva en 1982.
Unos de sus principales agentes a cargo fue Álvaro Corbalán, quien actualmente cumple múltiples condenas en prisión por delitos de lesa humanidad. Entre otros crímenes, se cuenta el envenenamiento y uso de gas sarín y otras toxinas, en prisioneros oponentes al régimen, siendo el caso Frei tal vez el más conocido. Uno de sus agentes, Eugenio Berríos, quien fuera asesinado por exagentes CNI en Uruguay, era el químico que usaba las toxinas mortales en sus víctimas.
La CNI también fue responsable de asesinatos de exmilitantes del Movimiento de Izquierda Revolucionaria (MIR) durante el período 1980-1983, en el que usaron la táctica de los "falsos enfrentamientos". Además están relacionados con el robo de bancos, tráfico de drogas y armas ilegales[cita requerida], y el fraude llamado «La Cutufa», que involucró a uno de los hijos de Augusto Pinochet.
Fue disuelta el 22 de febrero de 1990 mediante la Ley 18.943, poco antes del retorno a la democracia. Muchos de sus agentes fueron reasignados a tareas de seguridad pública, industrial o comercial durante los años 1990.

## Estructura general
| - Departamento A: Dirección Nacional - Departamento B: Vicedirección Nacional - Estado Mayor de Inteligencia - Asesoría Legal - Tesorería - Ayudantía Vicedirección Nacional - Departamento C: División de Inteligencia Metropolitana - C-1 División Antisubversiva - C-2 División de Inteligencia Regional - C-3 División de Inteligencia Metropolitana - Departamento D: Agencia de Inteligencia Exterior - División de Inteligencia Exterior - División de Contraespionaje - Departamento E: División de Informática - Departamento de Informaciones - Departamento Microfilm - Departamento Delta - Oficina Síntesis de Prensa - Brigada Informática - Departamento de Computación - Departamento F: División de Ingeniería - Departamento de Telecomunicaciones - Comisión Teléfonos - Departamento de Mantención y Abastecimiento de Telecom - Departamento Técnicas Especiales - Departamento de Inteligencia y Contrainteligencia Telecomunicacional - Departamento de Operaciones Especiales F-5 - Departamento Anti Explosivos | - Departamento G: División de Seguridad - Departamento I de Asuntos Internos - Departamento de Facsímil - Departamento de Investigaciones - Departamento II de Prevención de Riesgo - Departamento III de P.M.I. - Departamento H: Escuela Nacional de Inteligencia - Dirección E.N.I. - Subdirección E.N.I. - Central Telefónica - Personal de Seguridad - Departamento I: Agencia de Inteligencia Exterior - Departamento J: División Administrativa - Departamento K: División Psicopolítica - Jefatura Dirección - Departamento de Inteligencia - Departamento de Analistas - Departamento Operaciones Especiales |

## Directores
- Manuel Contreras (13 de agosto-3 de noviembre de 1977)
- Odlanier Mena (3 de noviembre de 1977-23 de julio de 1980)
- Humberto Gordon (23 de julio de 1980-11 de diciembre de 1986)[10]
- Hugo Salas Wenzel (11 de diciembre de 1986-23 de noviembre de 1988)[11]
- Humberto Leiva (23 de noviembre de 1988-24 de abril de 1989)
- Gustavo Abarzúa (24 de abril de 1989-22 de febrero de 1990)